# Cecilia Blanco
Cecilia Blanco García (Madrid, 23 de febrero de 1979) es una deportista española que compitió en judo. Ganó cuatro medallas en el Campeonato Europeo de Judo entre los años 2001 y 2011.
Participó en dos Juegos Olímpicos de Verano en los años 2004 y 2012, su mejor actuación fue un séptimo puesto logrado en Atenas 2004 en la categoría de –70 kg.

## Palmarés internacional
| Campeonato Europeo | Campeonato Europeo | Campeonato Europeo | Campeonato Europeo |
| Año                | Lugar              | Medalla            | Categoría          |
| ------------------ | ------------------ | ------------------ | ------------------ |
| 2001               | París (Francia)    | Medalla de plata   | –70 kg             |
| 2004               | Bucarest (Rumania) | Medalla de plata   | –70 kg             |
| 2010               | Viena (Austria)    | Medalla de bronce  | –70 kg             |
| 2011               | Estambul (Turquía) | Medalla de plata   | –70 kg             |